# Sergei Bodrov
Sergei Bodrov (Khabarovsk, 28 de junho de 1948) é um diretor de cinema russo. Foi indicado ao Oscar por melhor filme estrangeiro pelos filmes Kavkazskiy plennik (1996) e Mongol (filme) (2007).

## Filmografia
- Freedom Is Paradise (1989)
- White King, Red Queen (1992)
- Prisoner of the Mountains (1996)
- Running Free (2000)
- The Quickie (2001)
- Bear's Kiss (2002)
- The Recruiter (2004)
- Nomad (2005)
- Mongol (2007)[1]
- A Yakuza's Daughter Never Cries (2010)
- Seventh Son (2014)